# Friedrich August Stüler
Friedrich August Stüler (Mühlhausen, Turingia, 28 de enero de 1800 - Berlín, 18 de marzo de 1865) fue un arquitecto alemán que trabajó especialmente en el reino de Prusia. Entre sus obras más reconocidas figuran el Neues Museum de la Isla de los Museos en Berlín, el castillo de Hohenzollern y la cúpula del arco triunfal de la puerta principal del Berliner Stadtschloss.

## Su vida

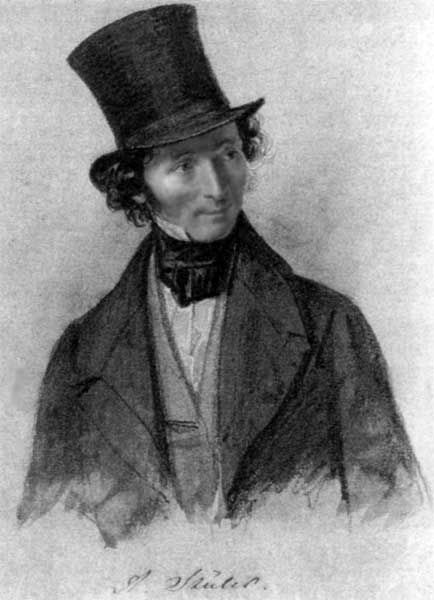
Friedrich August Stüler (año 1840).

Stüler nació en Mühlhausen y fue discípulo de Karl Friedrich Schinkel en Berlín. 
Después de viajar por Francia e Italia junto con Eduard Knoblauch en 1829 y 1830, y a Rusia junto con Heinrich Strack en 1831, se convirtió en “Hofbauinspektor (Real Inspector de Edificios) y Hofbaurat” (consejero real al tanto de los edificios). Además en 1832 fue designado como director de la comisión para construir el Palacio Real de Berlín. En 1837, planeó la reconstrucción del Palacio de Invierno en San Petersburgo, pero no logró llevar a cabo esta obra, porque el zar Nicolás I de Rusia decidió reconstruir el palacio en el estilo barroco original, en lugar del concepto neorrenacentista de Stüler. 
Stüler volvió a Berlín, donde el rey Federico Guillermo IV de Prusia le encargó una enorme variedad de tareas, motivo por el cual fue ascendido a "arquitecto real" en 1842.
Junto con el rey Federico Guillermo, quien previamente había estudiado arquitectura italiana (en su primer viaje a Italia en 1828), Stüler incorporó conceptos de la antigüedad clásica y del Renacimiento a la arquitectura, en lo que luego se convertiría en la Arcadia prusiana. 
También concibió el uso de recursos de diseño cristianos, con motivos tales como la liturgia de la Iglesia primitiva, para evitar problemas políticos con la iglesia contemporánea. 
Después de la muerte de Ludwig Persius, en 1845, Stüler asumió el control de la construcción del Friedenskirche (Iglesia de la Paz) de Berlín. Si bien la influencia italiana se acentuó en Stüler después de su viaje a Italia con Federico Guillermo en los años 1858-1859, también fue influenciado por la arquitectura de hierro fundido inglesa de un viaje a ese lugar en 1842.
Stüler murió en Berlín, donde está enterrado en el cementerio de Dorotheenstadt.

## Sus trabajos

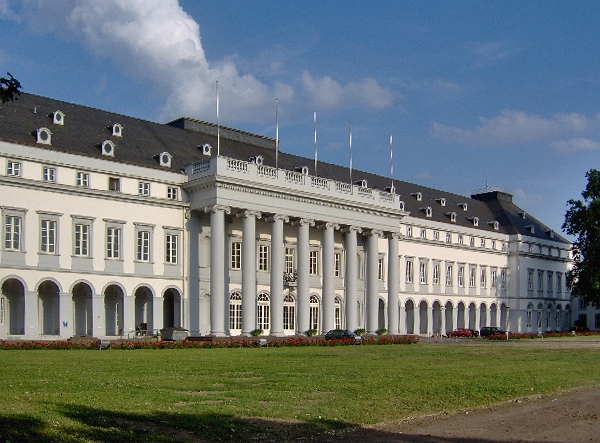
Palacio de los Príncipes Electores, en Coblenza.

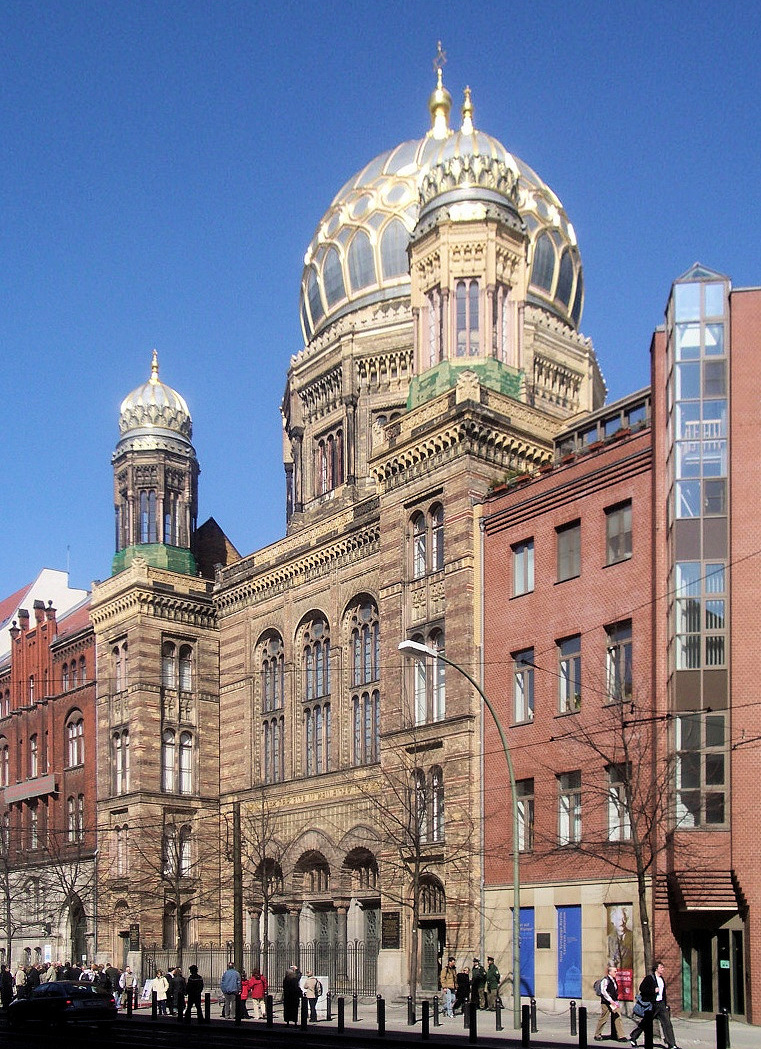
Nueva Sinagoga en Berlín.

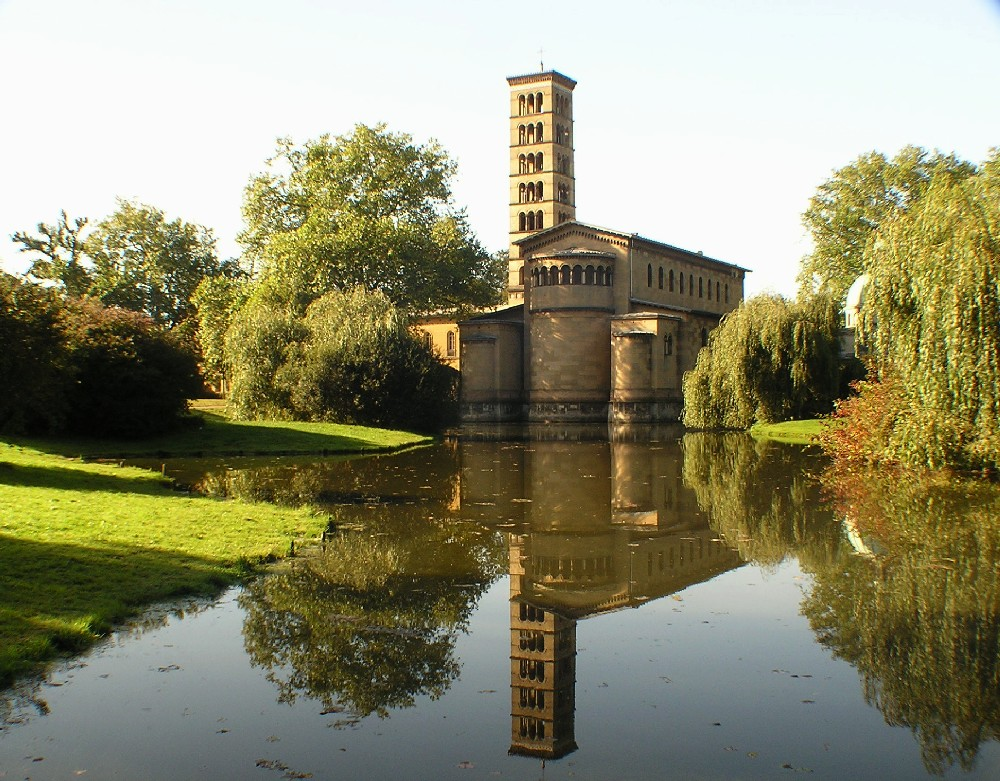
La Iglesia de la Paz (Friedenskirche) en Potsdam.

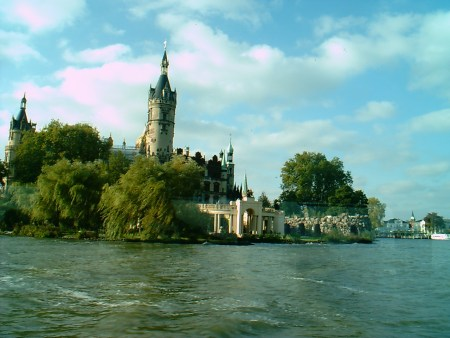
El castillo de Schwerin, fotografía tomada desde el lago de Schwerin.

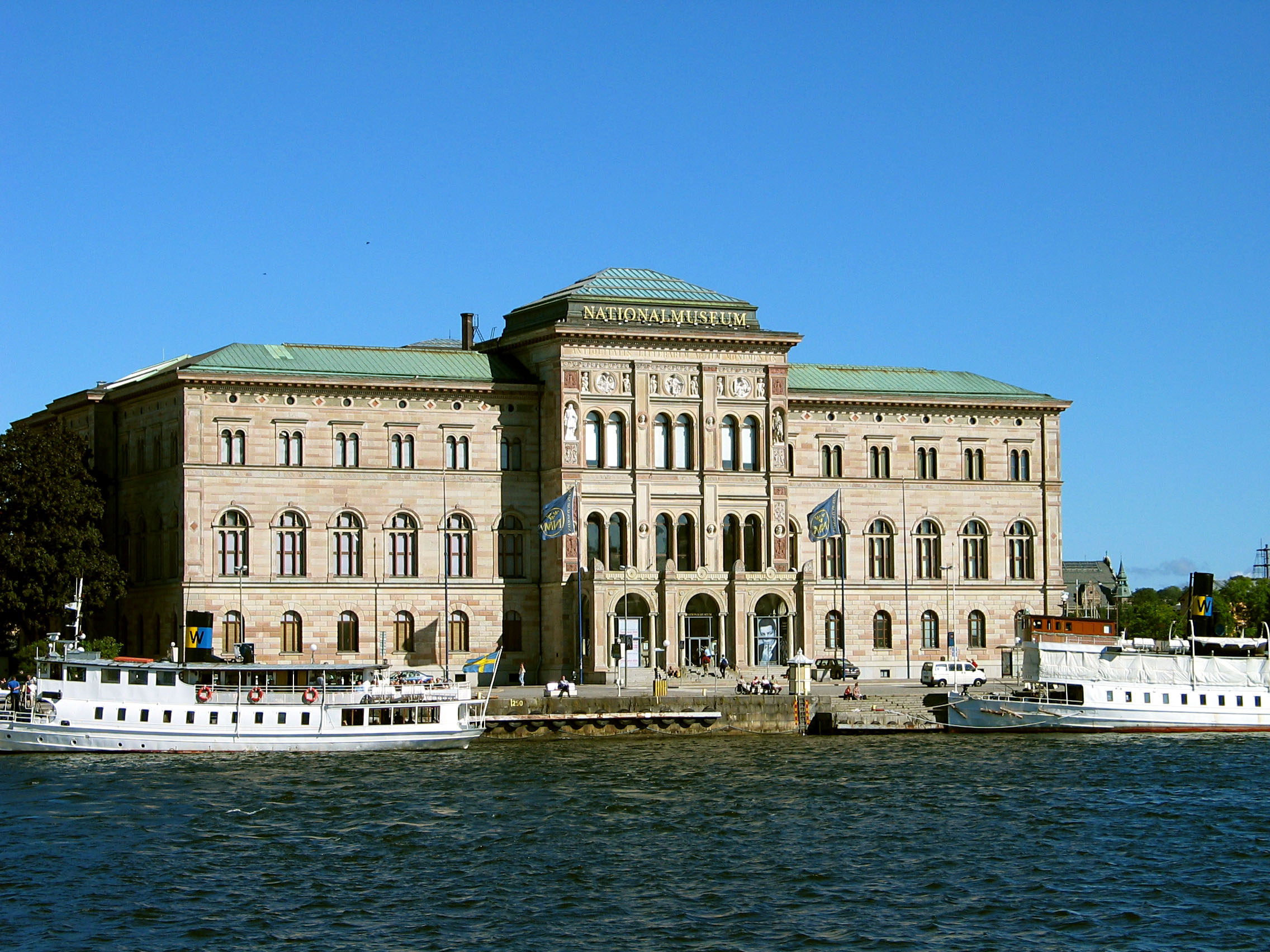
Museo Nacional de Estocolmo

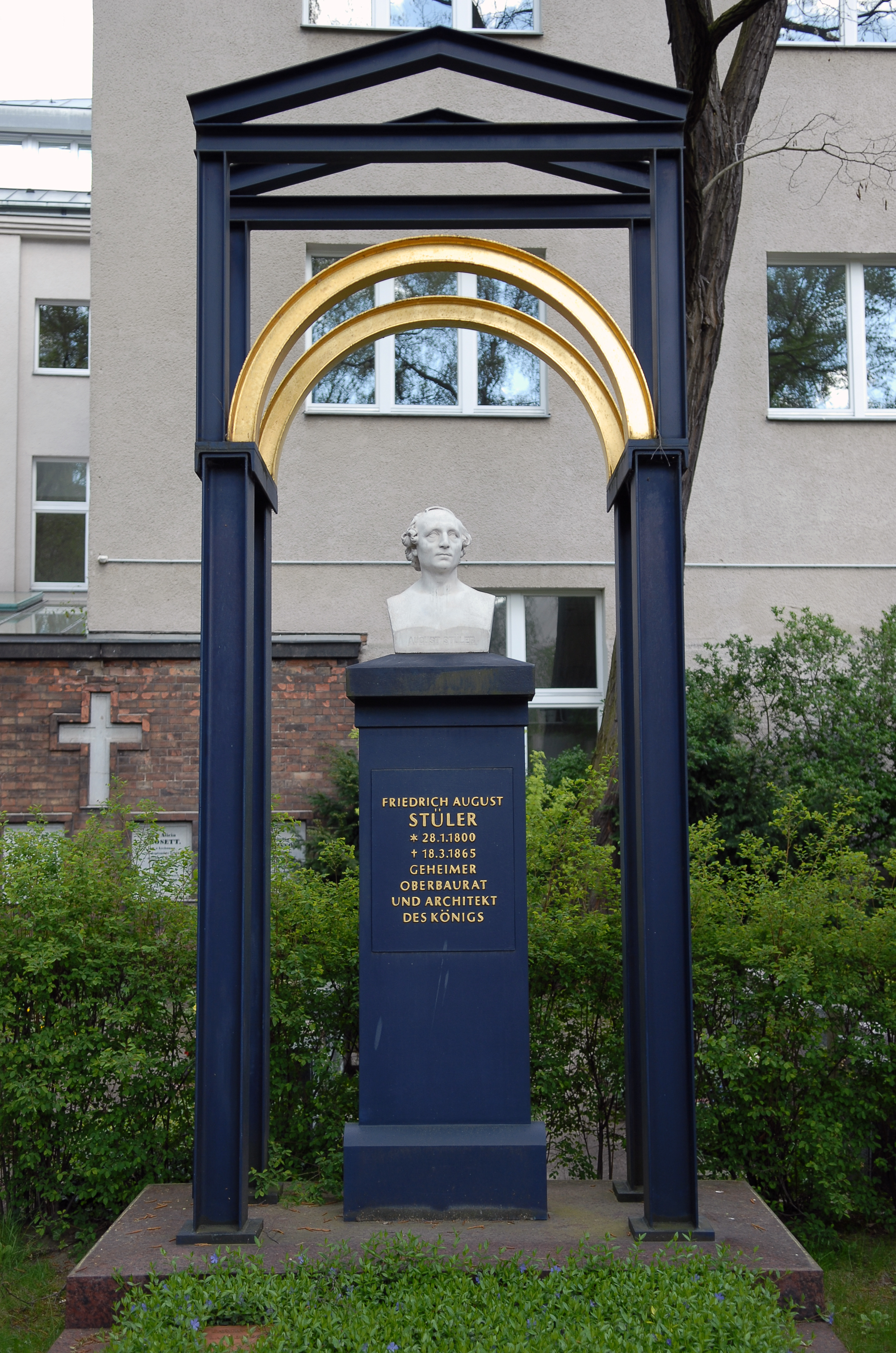
Su tumba en Berlín.

Si bien muchos de los edificios construidos por Stüler fueron destruidos en la Segunda Guerra Mundial, algunos fueron restaurados, no en su forma original; pero aún se pueden ver los conceptos de Stüler en las fachadas exteriores, especialmente en la iglesia Jakobi en Berlín. 
Comúnmente, Stüler es visto como un discípulo de Karl Friedrich Schinkel, así como un arquitecto con estilo propio, combinando los deseos de Federico Guillermo, el diseño clásico de Schinkel y el arte histórico de la era Guillermina, aunque él nunca se refirió a sí mismo como un discípulo de Schinkel.
Sus obras fueron: 
- 1827-1831: probablemente la restauración de la Dorfkirche Pärchen
- 1837: planeó la restauración del Palacio de Invierno en San Petersburgo
- 1834-1837: St. Peter Paul auf und Nikolskoje, Berlín-Zehlendorf
- 1842: Reacondicionamiento del palacio de los Príncipes Electores de Coblenza
- 1842-45: Adición al Franziskaner-Klosterkirche en Berlín
- 1843/44: Pabellón de caza Letzlingen
- 1853-55: Dorfkirche en Basedow (Mecklemburgo)
- 1843-1855: Neues Museum – Nuevo Museo en la Isla de los Museos, Berlín
- 1844-1845: St. Jacobi-Kirche en Berlin-Kreuzberg
- 1844-1863: Universidad de Königsberg
- 1844-1846: Iglesia de St. Matthäus, Berlin-Tiergarten
- Alrededor de 1845 el Castillo Real de Breslau (destruido en 1945)
- 1845-1854: Friedenskirche de Potsdam
- 1845: Iglesia Evangélica en Wiehl-Drabenderhöhe
- 1846-1856: Diseño interior del auditorio romano reconstruido para el Palacio (llamada Basílica), Tréveris (destruidas)
- 1847-1853: Palacio del Príncipe Radolin en Jarotschin
- 1847-1863: Belvedere en el Pfingstberg, Potsdam
- 1848-1852: Iglesia en Caputh
- Ciudad de la iglesia de St. Johannis en Niemegk
- 1848-1866: Museo Nacional Bellas Artes de Estocolmo
- 1850-1867: Castillo de Hohenzollern
- 1851-1864: Orangerie en Potsdam
- 1851: Puerta de la Victoria en Am Mühlenberg, Potsdam
- 1851: Castillo de Schwerin
- 1853: Iglesia de Rietavas, Lituania
- 1851-1857: Puente sobre el río Vístula en Dirschau
- 1852-1859: Cuartel del "Cuerpo de Guardias" a lo largo del palacio de Charlottenburg en Charlottenburg
- 1854-1855: Bornstedter Kirche, Potsdam
- 1855-1861: Museo Wallraf-Richartz, en Colonia (destruidas)
- 1857: Ampliación de la Iglesia de St. Johannis en Moabit, originalmente construido por Schinkel (Pórtico, Colonnade, Vicariato y campanario)
- 1857-1860: Iglesia Trinitatis, Colonia
- 1858: Catedral Werdersche, Werder an der Havel
- 1858-1859: Dorfkirche en Stolpe, Berlín-Wannsee
- 1858-1874: Domkandidatenstift en Berlín-Mitte (completado por Stüve)
- 1859: Conversión del Palacio Prötzel
- 1859-1866: Nueva Sinagoga, en Berlin-Mitte
- 1859-1861: Schlosskirche del Palacio de caza Letzlingen
- 1859-1862: Dorfkirche Pinnow (cerca de Oranienburg)
- 1860-1864: Klassizistische Orangerie del Zehnthof en Sinzig
- 1860: Entramado de madera de la iglesia en Dippmannsdorf
- 1862-1865: Academia de Ciencias de Hungría, Budapest
- 1862-1876: Antigua Galería Nacional (Alt Nationalgalerie) en Berlin-Mitte
- 1864-1866: Iglesia de San Nicolás en Oranienburg
- 1864: Diseño y concepto para la Iglesia de los Doce Apóstoles Berlin-Schöneberg, construida 1871-74 por Hermann Blankenstein
- 1865: Conversión del castillo de Neustrelitz (a título póstumo)
- 1867: Stadtkirche en Fehrbellin (a título póstumo)